# Bluefield (Wirginia Zachodnia)
Bluefield – miasto w hrabstwie Mercer, w Wirginii Zachodniej, w Stanach Zjednoczonych. Znajduje się przy południowej granicy stanu. Po drugiej stronie granicy znajduje się Bluefield w Wirginii. Według spisu w 2020 roku liczy 9658 mieszkańców, w tym 23,9% stanowili Afroamerykanie.
Historia Bluefield zaczęła się około roku 1700, kiedy dwie rodziny osiedliły się na terenie obecnego miasta.